# Narcomensajes
Los narcomensajes o narcomantas son mensajes dejados por grupos criminales, perteneciente a algún cártel de la droga, acompañados de atentados y/o ejecuciones en los que tratan de justificar sus crímenes y o mandar amenazas a grupos rivales, policías, políticos, empresarios, etc. En algunos casos, los narco-mensajes, también han servido para ofrecer recompensas que lleven a la captura de miembros de algún grupo rival. En otros casos los narco-mensajes también pueden servir para tratar de convencer a la opinión pública que sus actos son justificables.
La Procuraduría General de la República asegura que estos mensajes de contrainteligencia se les atribuye al Grupo Criminal de la Familia Michoacana que desde sus inicios, como organización criminal, ha utilizado para generar distracción de las autoridades y la aceptación en la opinión pública, justificando la violencia y sus métodos.
En 2006 se hace pública la Familia Michoacana declarando haber surgido para limpiar a Michoacán de las drogas sintéticas. En agosto de 2009 con la detención de Rafael Hernández Harrison, alias La Cuchara, en su confesión queda demostrado que la familia michoacana es uno de los principales productores de drogas sintéticas, ICE o Hielo, en Michoacán. El operativo conjunto Michoacán ha desmantelado laboratorios clandestinos de drogas sintéticas pertenecientes a la Familia Michoacana.

## La Familia Michoacana
En noviembre de 2006 la Familia Michoacana pagó a dos periódicos de Michoacán por dos desplegados en los que se podía leerse el narco mensajes "La Familia no mata por paga, no mata mujeres, no mata inocentes, sólo muere quien debe morir. Sépalo toda la gente; esto es justicia divina".

## Los Zetas
En enero de 2009 se encontraron dos decapitados en Guanajuato, una en el estacionamiento de la Subprocuraduría de Justicia y otra en las instalaciones de la Unidad Mixta de Atención al Narcomenudeo. En ambos casos se dejaron mensajes firmados por Los Zetas en contra de La Familia Michoacán.